# Dolina Salatyńska

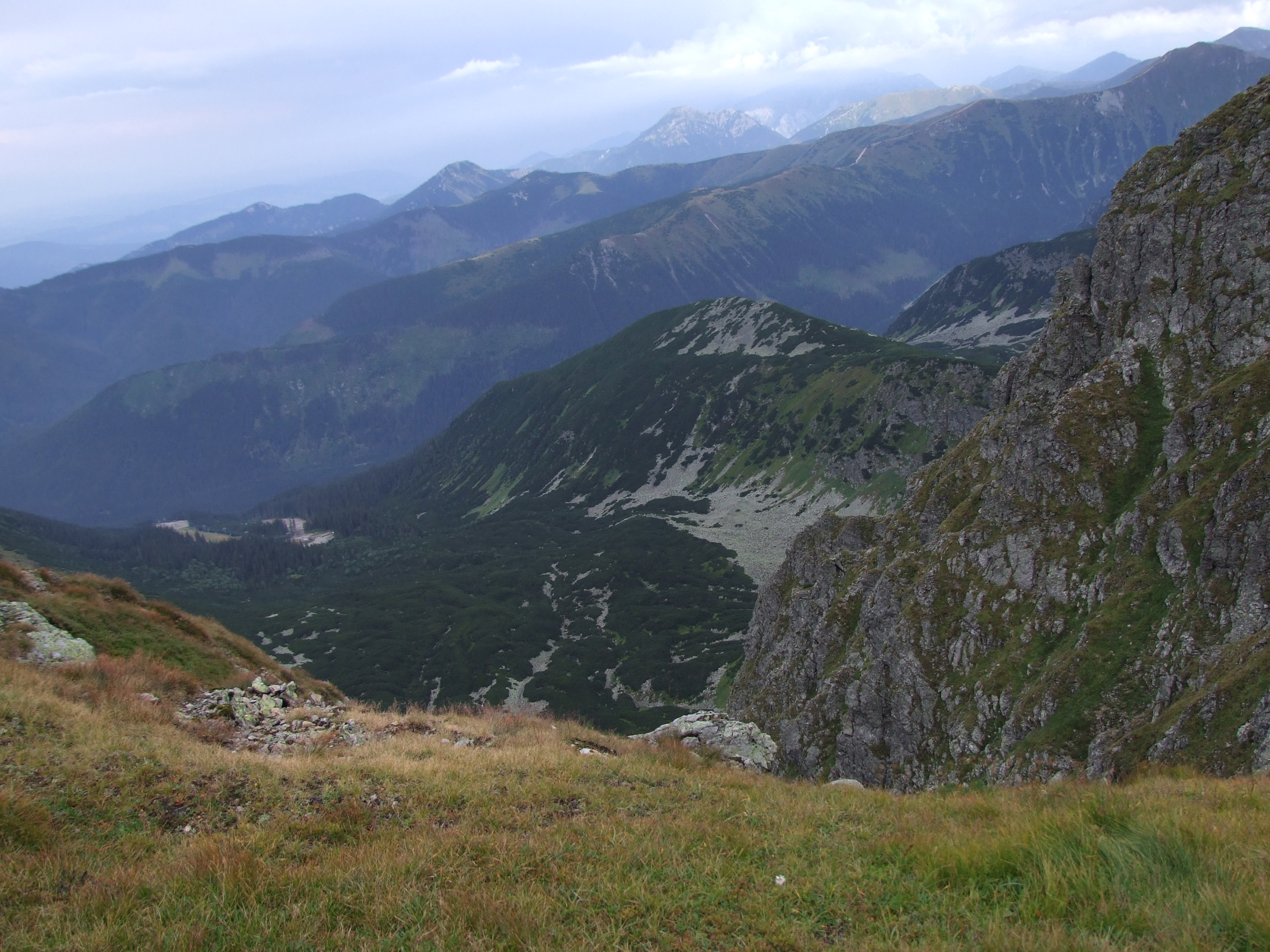
Górne piętro Doliny Salatyńskiej (widok z Salatyńskiego Wierchu)

Dolina Salatyńska, także Skrajna Salatyńska Dolina, Przednia Salatyńska Dolina lub Przednia Spalona Dolina (słow. Salatínska dolina, Predná Spálená dolina) – dolina w słowackich Tatrach Zachodnich będąca bocznym, południowym odgałęzieniem Doliny Rohackiej. Wznosi się od Rohackiego Potoku po grań główną Tatr pomiędzy Salatyńskim Wierchem a Brestową, ograniczona od wschodu grzbietem Zadniego Salatyna, od zachodu Skrajnego Salatyna. W dolnej części zalesiona, wyżej porośnięta kosówką, jeszcze wyżej trawiasto-kamienista.
Jest znanym ośrodkiem sportów zimowych – znajduje się w niej krzesełkowa kolejka, czynna w sezonie zimowym i ośrodek narciarski Spaléná, a w nim restauracja, bufet, kantor, mała noclegownia, wypożyczalnia nart. Do ośrodka doprowadza bita droga ze Zwierówki. W górnej części doliny można uprawiać narciarstwo pozatrasowe. W lecie dolina nie ma znaczenia turystycznego, najbliższy szlak prowadzi sąsiednim Spalonym Żlebem przez Skrajny Salatyn na Brestową.